# وست لیتون
وست لیتون (به انگلیسی: West Layton) یک روستا و محله مدنی در بریتانیا است که در ریچموندشر واقع شده‌است.